# SLBM

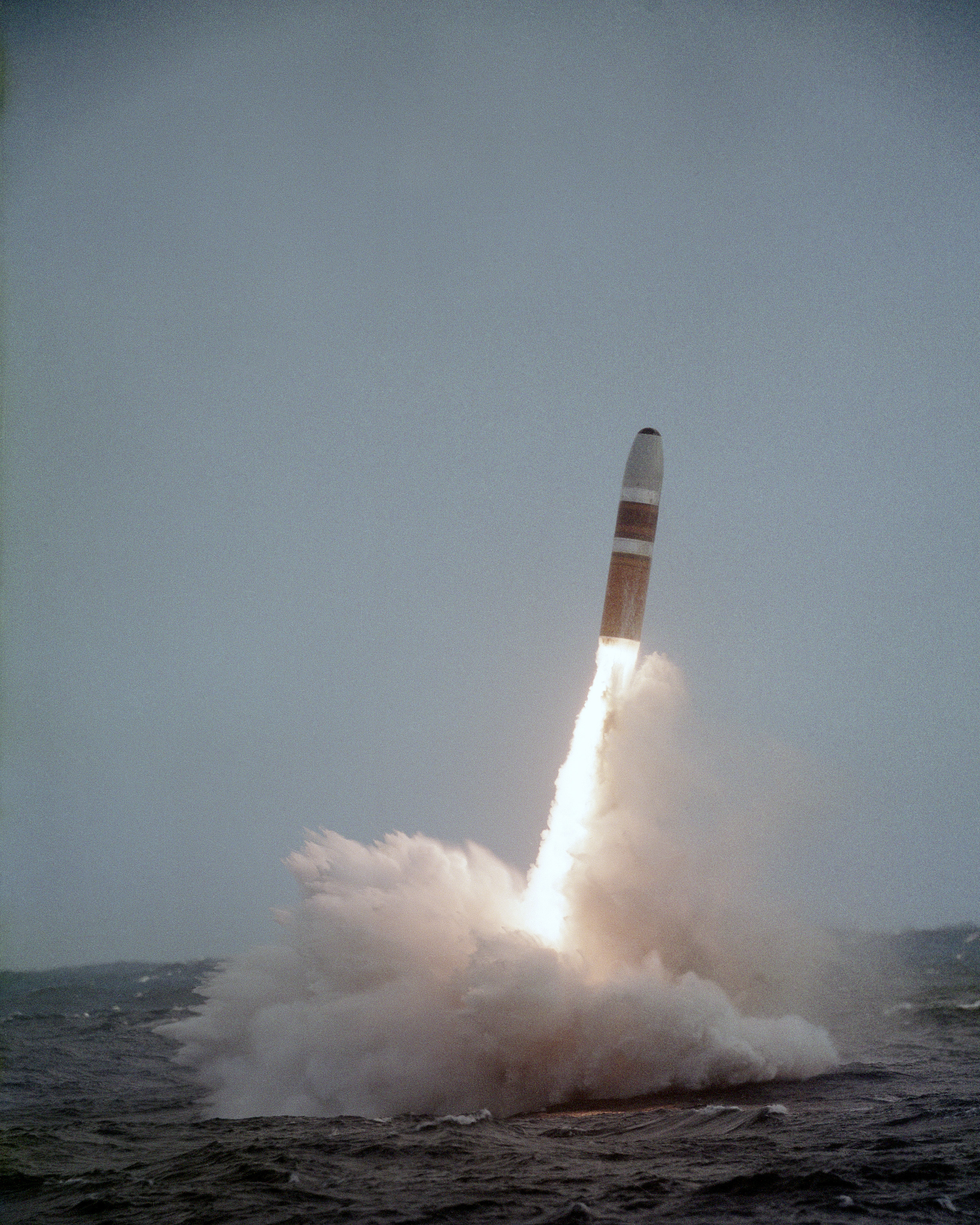
Americká SLBM Trident se vynořuje z moře.

SLBM (anglicky submarine-launched ballistic missile) je balistická střela odpalovaná z ponorky. Je schopná dopravit na místo určení s vysokou přesností bojovou hlavici (warhead), většinou vybavenou jadernou nebo termonukleární náloží. Moderní SLBM obvykle obsahují více samostatných modulů, každý z nich nese jednu hlavici (jde o tzv. MIRV - Multiple independently targetable reentry vehicle), tato technologie umožňuje díky jednomu odpalu jaderné střely zasáhnout několik cílů. V terminologii US Navy je konvenční ponorka nesoucí SLBM označovaná zkratkou SSB, jaderná pak SSBN. Ruské námořnictvo užívá termín ПЛАРБ (подводная лодка атомная с ракетами баллистическими) pro jaderné ponorky nesoucí balistické střely.
Novodobé SLBM jsou srovnatelné s mezikontinentálními balistickými střelami (ICBM). Jinou technologií jsou SLCM - z ponorky odpalované střely s plochou dráhou letu.

## Historie
První ponorkové odpalovací platformy pro rakety vyvinuli před koncem 2. světové války Němci, šlo o odpalovací tubus vlečený za ponorkou. Válka skončila dříve, než byly provedeny testy, vědce pracující na projektu si přetáhly vítězné mocnosti - zejména Spojené státy americké (v rámci operace Paperclip) a Sovětský svaz. Rané SLBM systémy vyžadovaly k odpálení rakety vynořenou ponorku než se od 50. let 20. století postupně zdokonalily natolik, že bylo možné odpálit balistickou raketu i z ponořené ponorky, což bylo mnohem výhodnější a méně riskantní s ohledem na možnou detekci ponorky.
Sovětský svaz provedl svůj první odpal SLBM 16. září 1955 z vynořené jaderné ponorky Projektu 611 (v kódu NATO Zulu) B-62 Severní flotily (kapitánem na ponorce byl F. I. Kozlov). Šlo o taktickou střelu R-11FM (kód NATO SS-N-1), námořní variantu známých raket R-11 (Scud, kód NATO SS-1). Byl to vůbec první odpal SLBM na světě.
USA provedly první odpal z ponořené ponorky dne 20. července 1960 po sérii 30 testů (resp. šlo o dva po sobě jdoucí odpaly). Šlo o rakety UGM-27 Polaris A1 odpálené z ponorky USS George Washington (SSBN-598). Jiný zdroj uvádí datum odpalů 30. července 1960.
Raketonosné jaderné ponorky mají pro velmoci velký strategický význam, neboť mohou zůstat skryty před satelity protivníka a odpálit svůj náklad v relativním bezpečí hlubin oceánu. To je činí nezranitelnými při prvním úderu směrovanému proti nukleárnímu arzenálu dané země. Zato mohou provést odvetný úder, i když by byly všechny spřátelené pozemní jaderné síly zničeny. To nutí každou jadernou mocnost k investicím do vývoje systému varování (detekce odpalů, sledování dráhy letu,...). Moderní ponorky s tichým chodem mají schopnost dostat se nepozorovaně do blízkosti pobřeží znepřátelené země a odpálit rakety po nízké trajektorii, čímž se výrazně zkrátí čas mezi odpalem a explozí. Protivník tak nemusí mít dostatek času zareagovat a může přijít o systém velení a řízení, což může v důsledku znamenat jeho rychlou porážku.

## Typy SLBM

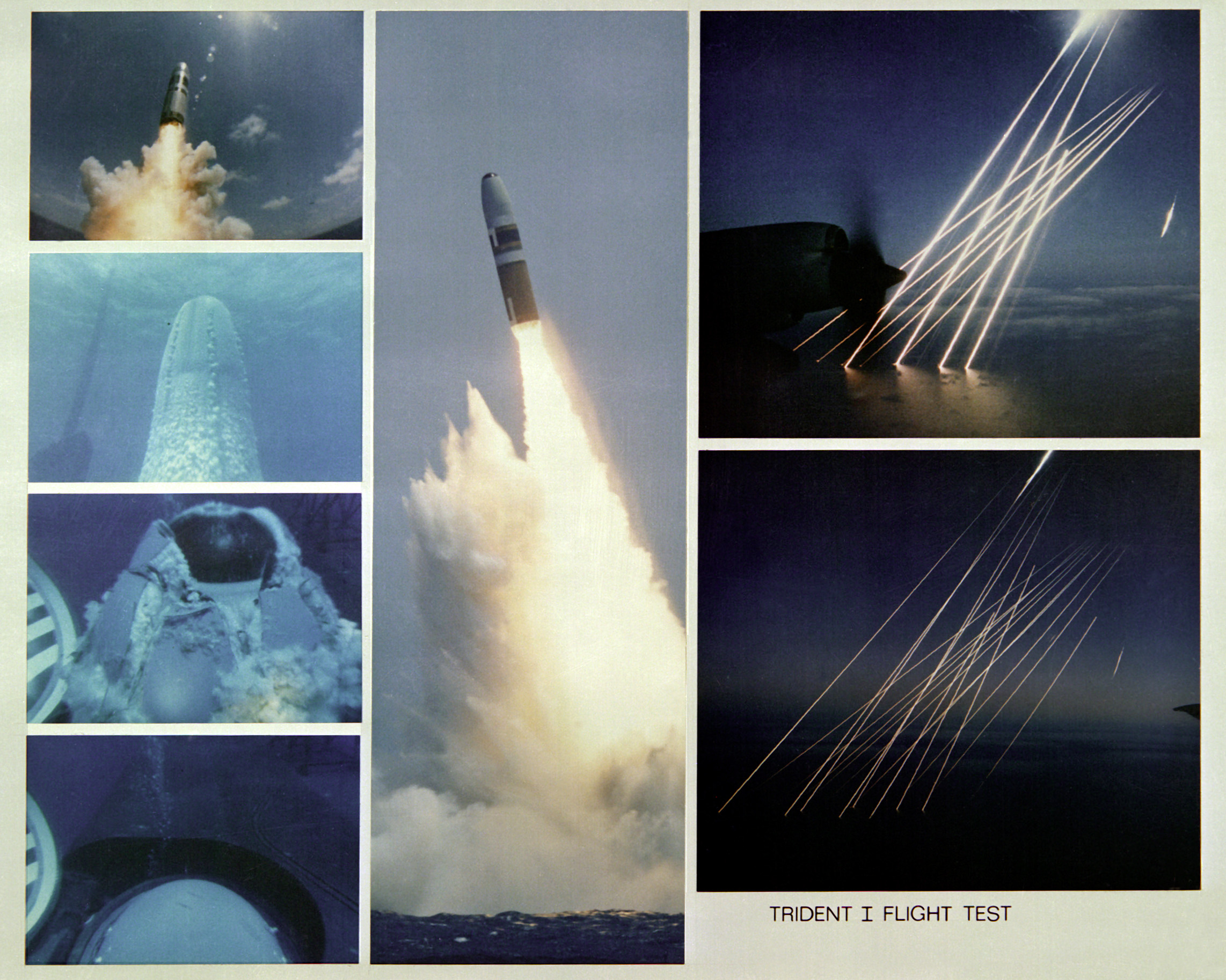
Americká SLBM UGM-96 Trident I (C4).

Seznam vyřazených i současných SLBM. V USA se pro ně používá i pojem Fleet Ballistic Missiles.
 USA
- UGM-27 Polaris – vyřazena
- UGM-73 Poseidon – vyřazena
- UGM-96 Trident I (C4) – vyřazena
- UGM-133 Trident II (D5) – slouží

 Sovětský svaz /  Rusko
- R-13, v kódu NATO SS-N-4 – vyřazena
- R-21, v kódu NATO SS-N-5 – vyřazena
- RSM-25[6] R-27, v kódu NATO SS-N-6 – vyřazena
- RSM-40[6], R-29 "Vysota", v kódu NATO SS-N-8 "Sawfly" – vyřazena
- R-27K, v kódu NATO SS-NX-13 – protilodní varianta, nedostala se do služby[7]
- RSM-45 R-31, v kódu NATO SS-N-17 "Snipe"[6] – vyřazena
- RSM-50[6] R-29R "Vysota", v kódu NATO SS-N-18 "Stingray" – slouží
- RSM-52[6] R-39 "Rif", v kódu NATO SS-N-20 "Sturgeon" – vyřazena
- RSM-54 R-29RM "Štil", v kódu NATO SS-N-23 "Skiff" – vyřazena[8]
- RSM-54 R-29RMU "Sineva", v kódu NATO SS-N-23 "Skiff" – slouží
- RSM-54 R-29RMU2 "Lajner" – slouží
- RSM-56 R-30 "Bulava", SS-NX-32[9] – slouží

 Spojené království
- UGM-27 Polaris a Chevaline – vyřazena
- UGM-133 Trident II (D5) – slouží

 Francie
- M1 – vyřazena
- M2 – vyřazena
- M20 – vyřazena
- M4 – vyřazena
- M45 – slouží
- M51 – slouží

 Čína
- JL-1[10] – vyřazena
- JL-2 – slouží

 Indie
- K-15 Sagarika[11] – ve vývoji, testována
- K-4 – ve vývoji
- K-5 – ve vývoji